# Leiromorpha
Leiromorpha — подрод жуков-тускляков из семейства жужелиц и подсемейства харпалин (Harpalinae).

## Виды
К этому подроду относятся 7 видов:
- Amara alpicola Dejean, 1828
- Amara constantini Binaghi, 1946
- Amara cuniculina Dejean, 1831
- Amara doderoi Baliani, 1926
- Amara frigida (Putzeys, 1867)
- Amara lantoscana Fauvel, 1888
- Amara uhligi Holdhaus, 1904